# Vadkerti-tó
A Vadkerti-tó Soltvadkert határában fekszik. A korábban népi nevén Büdös-tó illetve Petőfi-tó néven ismert tó híres nem csak gyógyhatással bíró vizéről, de változatos kikapcsolódási lehetőségeiről is. Soltvadkerttől mintegy 3 kilométerre, észak felé terül el, vízcsepp alakú. Főtengelye 1162 méter, rövidebb tengelye 962 méter. Átlagos mélysége 1,23 méter, legmélyebb pontja 2,3 méter.
A hetven hektáros vízfelület náddal borított oldala igen népszerű a horgászok körében. A tóban horgászható halfajok: ponty, keszeg, csuka, compó, sügér, süllő, angolna, amur. A másik partszakasz a kisgyermekes családok igényeit igyekszik kielégíteni többek között olyan szolgáltatásokkal, mint a vízibicikli-kölcsönző, trambulin, futballozásra alkalmas tér, vidámpark, és óriáscsúszda. A Büdös-tó elnevezés valószínűsíthetően a jódtartalom miatti szag nyomán alakulhatott Ki. Más elképzelések szerint kendert áztattak vagy lovakat fürdettek benne.
Az Első Katonai Felmérés térképén (1782-1785) Nagybüdöstó néven bukkan fel, Bócsa irányában található meg a Kisbüdöstó. Mellette haladt el a "Rác út" elnevezésű hadiút. A fürdőzők a XIX. század végén jelentek meg a környéken. Fekete Adolf már 1908-ban benyújtotta kérelmét, hogy a tavat megvásárolhassa és fürdőtelepet hozzon ott létre, azonban ezt a képviselőtestület elutasította. Nyaralóját az 1920-as évek végén építette fel a tónak a partján, amely a Fekete-villa nevet viselte. Később a Meskó család építtetett egy vendéglőt, ami hamarosan kiegészült két cukrászbódéval. Ezután négy kiskőrösi hivatalnok is felhúzott egy-egy nyaralót, majd egy kabinsor is kiépült a Fekete-villa és a vendéglő közötti részen. Az 1941-es árvíz miatt megcsappant az ide látogató fürdőzők száma, ami tovább csökkent a második világháború hatására is. Az államosítást követően a Fekete-villából úttörőtábort alakítottak ki, majd 1954-ben Vadkert település megkezdte a tó fürdőhellyé történő fejlesztését, majd 1962-ben már üdülőtelep is kiépült a tó mentén, 1964-ban pedig a vízvezetékhálózatot is elkezdték fejleszteni. A Fekete-villa az 1960-as években tanácsi üdülőként funkcionált, s egy bitumenes úti is kiépült, amely a szállóig vezetett. Felállították a hidroglóbuszt, amelynek befogadóképessége 120 hektoliter. 1967-ben az ÁFÉSZ megnyitotta vendéglőjét, az ekkortájt a déli partra telepített nyárfaerdőben pedig létesítettek egy 500 fős kempinget, amelyhez gondnoki lakás is tartozott. 1969-ben megtartották a Vadkerti Napok elnevezésű rendezvényt. 1970-ben kialakítottak öltözőépületeket és egy 12 holdas strandterületet. 1972-től viseli a tó hivatalosan a Vadkerti-tó nevet. Gyakorta rendeztek itt majálist, valamint egyre több vendég érkezett Budapestről is. 1982-ben tömeges halpusztulás sújtotta a tavat, 1984-ben pedig a rendkívüli szárazság miatt nagymértékben apadt a vízszint. A rendszerváltás után a korábbi Fekete-villa önkormányzati üdülőként kezdett üzemelni. Az 1990-es évek végére a hínármentesítés is végbement, a strand területén felépült a csúszda. A tó északnyugati partján 1999-ben 650 méteres mélységben termálvízre bukkantak, 2010-ben a tó északi partján egy kilátó is létesült. A külföldi turisták közül is sokan látogatnak el ide, hollandok és németek is gyakorta érkeznek kikapcsolódni a Vadkerti-tóhoz.

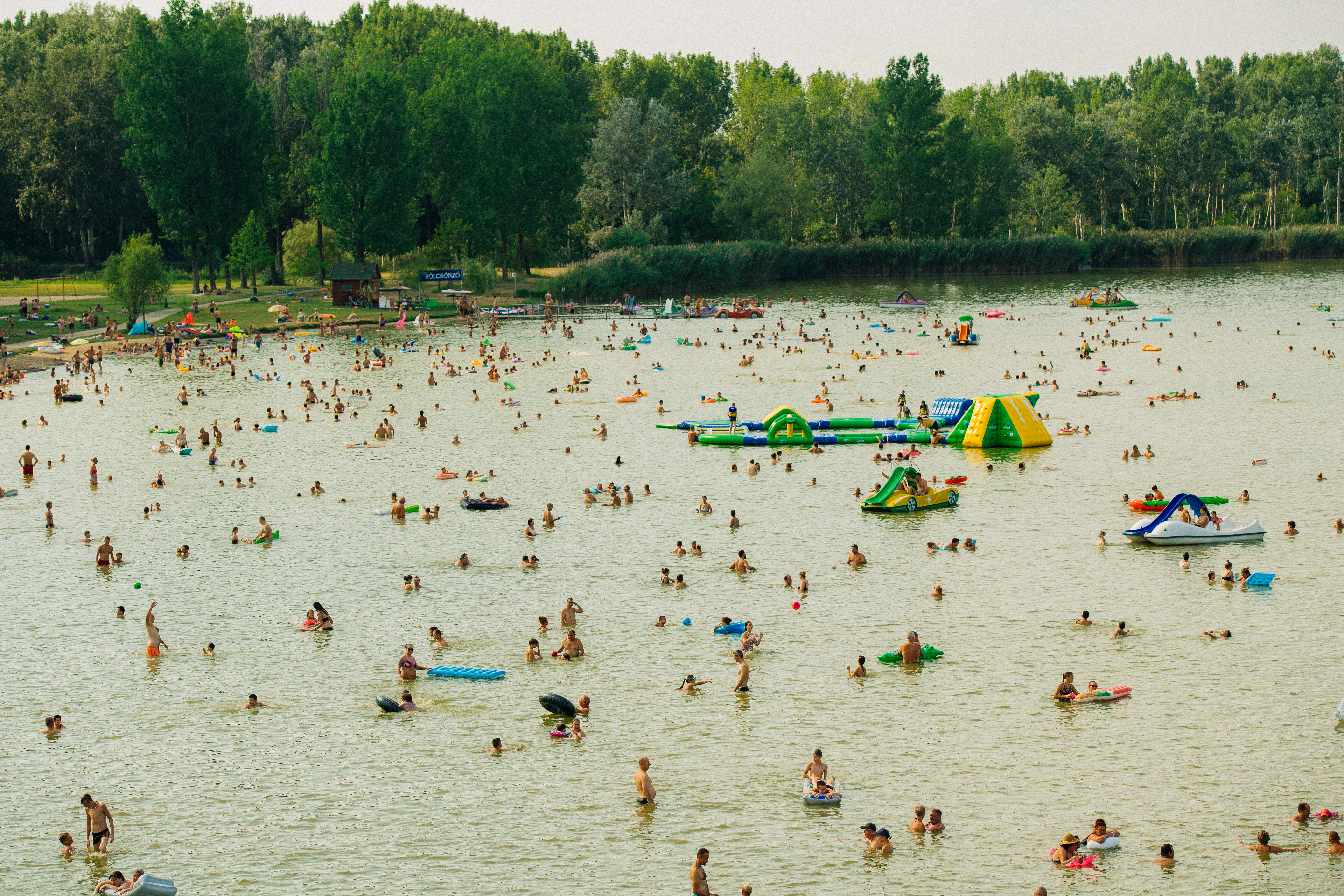
A Vadkerti-tó strandja

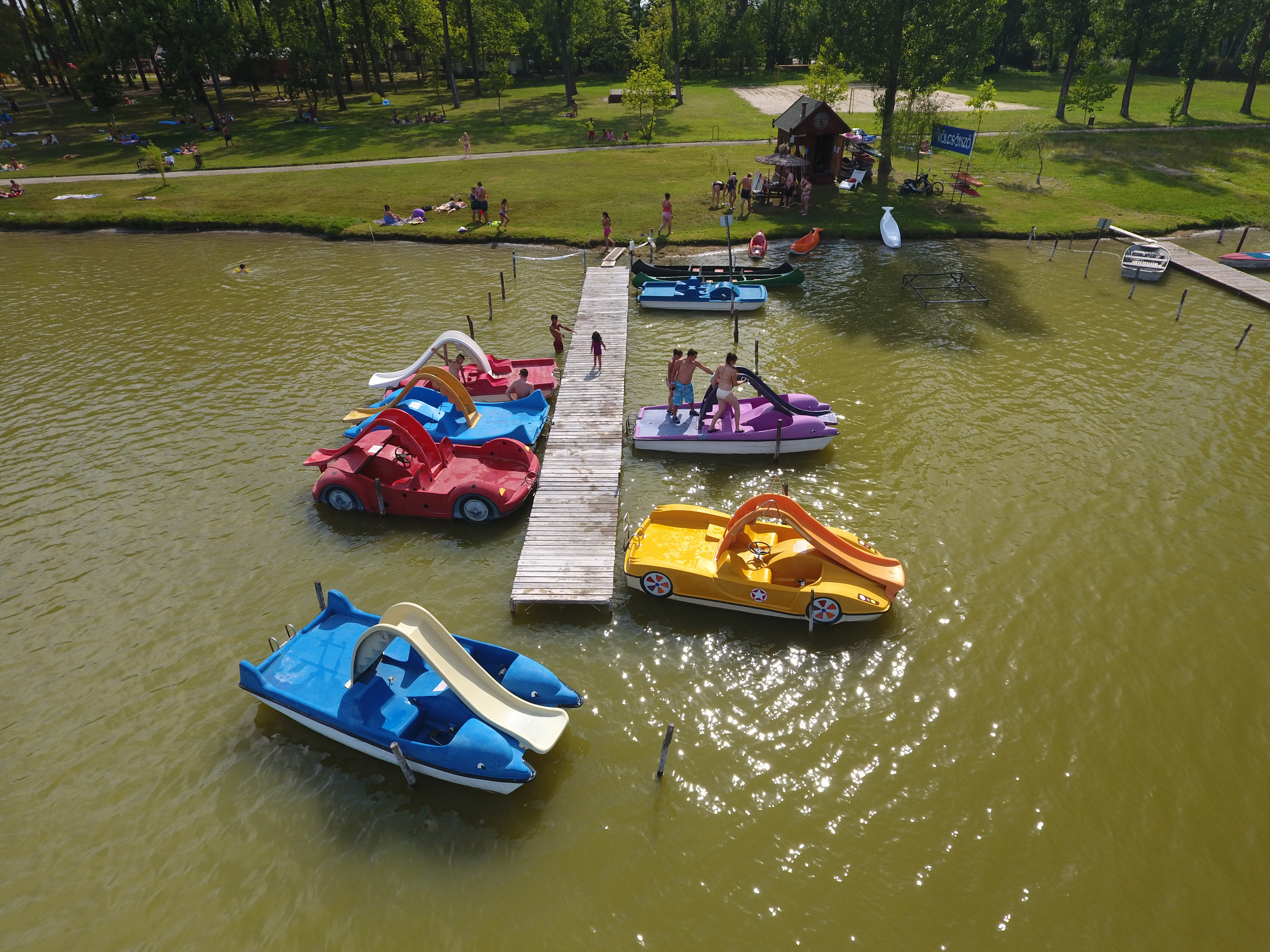
Vízibiciklik

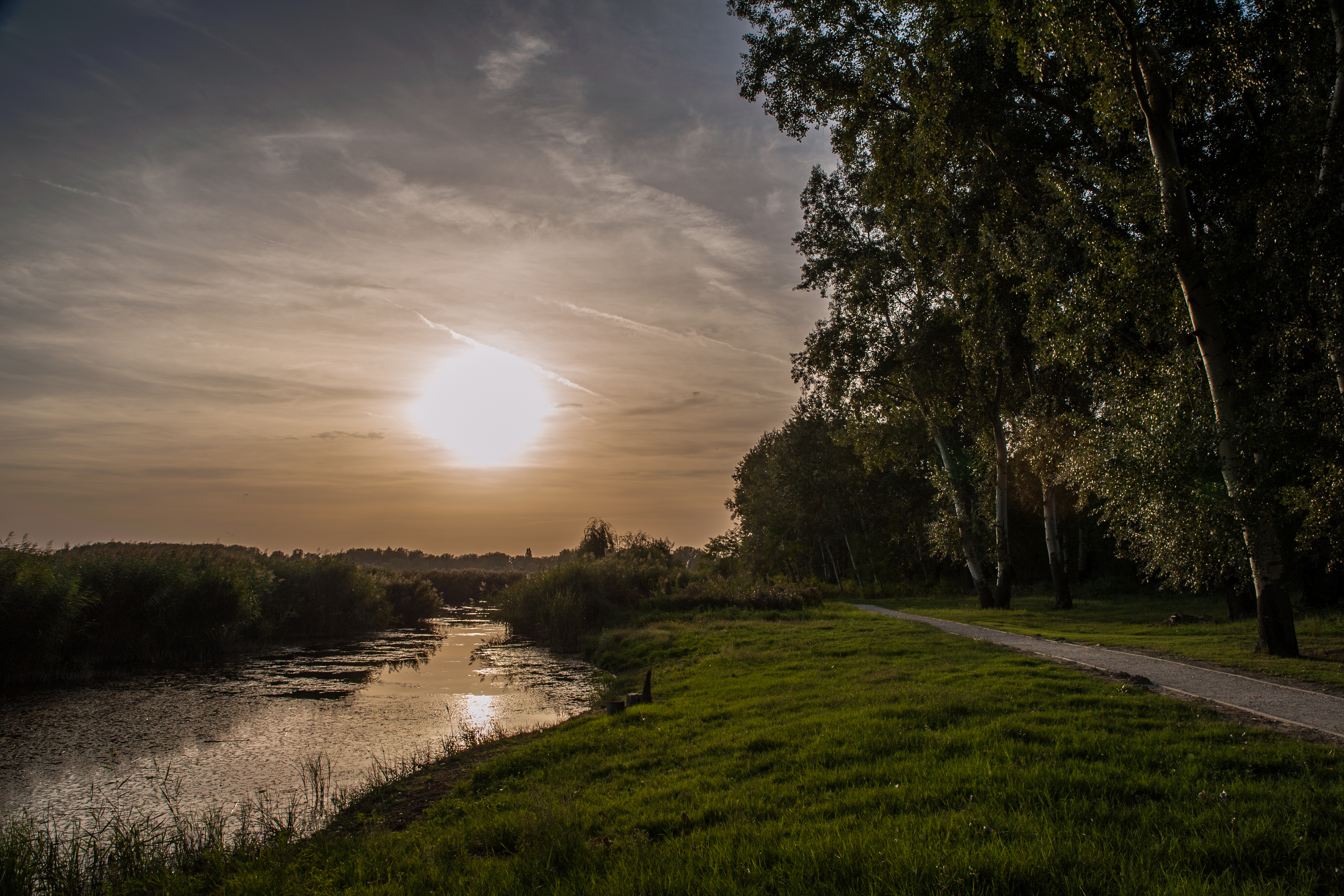
Sétány a Vadkerti-tónál

Folyamatos célként lebeg a város szeme előtt a vendégfogadás XXI. századi feltételeinek megteremtése a tóparton. A folyamatos fejlesztéseknek köszönhetően a tó és a mellette található 600 férőhelyes kemping kiváló infrastruktúrával rendelkezik. A tó körül festői szépségű tanösvényt fedezhet fel a sétáló, a futás szerelmesei pedig a tó melletti dűlőutakon hódolhatnak kedvenc tevékenységüknek. Télen a tó befagyott vize ingyenes, hangulatos korcsolyapályaként üzemel, így a hideg évszakban sem kell nélkülöznie az izgalmakat az ide látogatóknak. 

## Forrás
- Kutyifa Ica, Légrády Andor: Büdöstó, Petőfi-tó, Vadkerti-tó — A három különböző név, egy tavat takar. (Hozzáférés: 2022. április 24.)